# 隋光德
隋光德（?—?），中國清朝武官官員。隋光德於1782年（乾隆47年）奉旨接替王介福，於台灣地區擔任台灣北路協副將。而隸屬台灣鎮之下的此官職是台灣清治時期中的這階段，台南以北之台灣中南部及北部的駐地最高武官將領。1783年，他因漳泉分類械鬥案被革職論罪。